# Ronald Petrovický
Ronald Petrovický, född 15 februari 1977 i Zilina, är en slovakisk före detta professionell ishockeyspelare (högerforward).
Under lockoutsäsongen 2004/2005 spelade Ronald för MsHK Zilina i Slovakien och Brynäs IF i Sverige.
Ronald är yngre bror till ishockeyspelaren Robert Petrovicky.

## Extern länk
- Presentation och statistik för Ronald Petrovický som spelare  på Elite Prospects.